# Jorge Bolaño
Jorge Eladio Bolaño (Santa Marta, 28 april 1977 – Cúcuta, 6 april 2025) was een Colombiaans profvoetballer.

## Clubcarrière
Bolaño speelde zes seizoenen als middenvelder voor Atlético Junior, voordat hij in 1999 naar Italië vertrok en zich aansloot bij Parma FC. In 2010 keerde hij terug in eigen land bij Cúcuta Deportivo

## Interlandcarrière
Bolaño kwam in totaal 36 keer (één doelpunt) uit voor de nationale ploeg van Colombia in de periode 1995–2003. Hij maakte zijn debuut op 25 oktober 1995 in een vriendschappelijke uitwedstrijd tegen China, die met 2-1 werd verloren, net als zijn clubgenoot Carlos Castro van Atletico Junior. Hij maakte deel uit van de selecties voor het WK voetbal 1998 en de Copa América 1999.
| Interlandoelpunt | Interlandoelpunt | Interlandoelpunt | Interlandoelpunt | Interlandoelpunt | Interlandoelpunt | Interlandoelpunt | Interlandoelpunt |
| #                | Datum            | Locatie          | Wedstrijd        | Goal(s)          | Score            | Uitslag          | Wedstrijd        |
| ---------------- | ---------------- | ---------------- | ---------------- | ---------------- | ---------------- | ---------------- | ---------------- |
| 1                | 11/07/1999       | Luque            | Chili – Colombia | 8'               | 0 – 1            | 3 – 2            | Copa América     |

## Erelijst
Atlético Junior
- Colombiaans landskampioen

1995

## Overlijden
Bolaño overleed op 47-jarige leeftijd aan de gevolgen van een hartaanval.